# حسين قلي نظام السلطنة
ميرزا حسين قلي نظام السلطنة مافي (بالفارسية: میرزا حسینقلی خان نظام‌السلطنهٔ مافی) (1832 – 6 أغسطس 1908) الملقب «سعد الملك» هو رئيس وزراء الدولة القاجارية في عهد محمد علي شاه وقد استمرت حكومته من 21 ديسمبر 1907 إلى 21 مايو 1908 عندما قرر التنحي عن رئاسة الوزراء فكلف أحمد مشير السلطنة بتشكيل الحكومة.